# Saint-Pryvé Saint-Hilaire FC
Saint-Pryvé Saint Hilaire FC là một câu lạc bộ bóng đá Pháp đến từ Saint-Pryvé-Saint-Mesmin thi đấu tại Championnat National 2, được thành lập năm 2000 do sự hợp nhất của US Saint-Hilaire (thành lập năm 1966) và Saint-Pryvé CFC (1982).

## Đội hình hiện tại
Tính đến 22 tháng 11 năm 2018
Ghi chú: Quốc kỳ chỉ đội tuyển quốc gia được xác định rõ trong điều lệ tư cách FIFA. Các cầu thủ có thể giữ hơn một quốc tịch ngoài FIFA.
| Số | VT | Quốc gia     | Cầu thủ              |
| -- | -- | ------------ | -------------------- |
| 1  | TM | Pháp         | Allan Hunou          |
| 2  | HV | Pháp         | Manuel Da Silva      |
| 4  | TĐ | Pháp         | Jethro Marchaux      |
| 5  | HV | Pháp         | Romain Perroux       |
| 6  | HV | Pháp         | Anthony Baron        |
| 7  | TV | Perú         | Hugo Vargas Ríos     |
| 8  | TV | Pháp         | Jean-Baptiste Gérard |
| 9  | TĐ | Pháp         | Théo Gabé            |
| 10 | TV | Burkina Faso | Aboubacar Ouattara   |
| 14 | TV | Pháp         | Nordine Benaries     |

| Số | VT | Quốc gia     | Cầu thủ              |
| -- | -- | ------------ | -------------------- |
| 17 | TV | Pháp         | Adama Coulibaly      |
| 20 | HV | Pháp         | Pape Seye            |
| 22 | HV | Pháp         | Quentin Moutiapoulle |
| 23 | TV | Pháp         | Soufiane Natlaoui    |
| 24 | TV | Burkina Faso | Florent Rouamba      |
| 25 | HV | Pháp         | Josué Mavakala       |
| 26 | HV | Guinée       | Djibril Paye         |
| 27 | TĐ | Bờ Biển Ngà  | Fabrice Seidou       |
| 29 | TV | Pháp         | Maël Diong           |
| 30 | TM | Pháp         | Xavier Lenogue       |